# 卡那尼斯猴
卡那尼斯猴（學名Karanisia）是一屬已滅絕的懶猴科，其下只有一個物種K. clarki。其化石包括一些分離的牙齒及顎骨碎片，都是從埃及法尤姆的始新世Birket Qarun地層發現。
卡那尼斯猴的化石顯示牠們擁有細齒，是最早擁有這種特徵的靈長類。牠們連同在巴基斯坦發現的Bugtilemur mathesoni也都擁有這類細齒，令懶猴科演化的起源更為複雜。